# Democracia jacksoniana

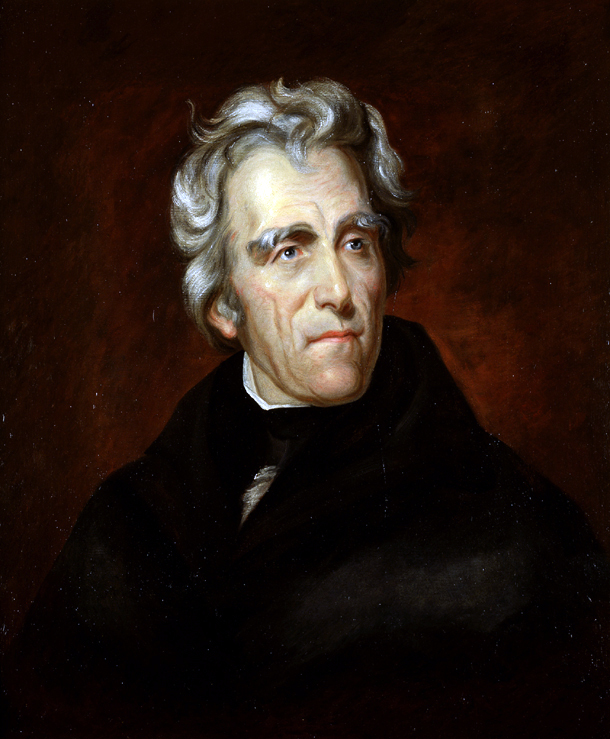
Andrew Jackson, o sétimo presidente dos Estados Unidos (1829–1837).

Democracia Jacksoniana (em inglês: Jacksonian democracy) foi um movimento político do século XIX que defendia a expansão do sufrágio para homens brancos (ou, como era dito na época, a "democracia para o homem comum"), idealizado pelo ex-presidente dos Estados Unidos Andrew Jackson e seus apoiadores. A Era Jacksoniana durou das eleições de 1828 até a década de 1850, quando a escravidão se tornou o tema central da política estadunidense que acabou precipitando uma violenta guerra civil nos Estados Unidos que mudaria dramaticamente a política no país.
As políticas de Andrew Jackson se tornaram populares logo em seguida a era denominada como "Democracia Jeffersoniana". Quando o Partido Democrata-Republicano dos jeffersonianos começou se fracionar na década de 1820, os apoiadores de Jackson começaram a formar as bases do atual Partido Democrata. Eles combateram os rivais conhecidos como Partido Adams e os Anti-Jacksonianos, sendo que estas duas facções acabaram se fundindo e criando o Partido Whig.
Mais amplamente, o termo "Democracia Jacksoniana" se popularizou durante a era do 'Sistema de Segundo Partido' (1830–1854) e caracterizou o espírito democrático da época. Pode ser contrastado com as características da "democracia jeffersoniana". A política de igualdade de Jackson mirava acabar com o que ele definia como o "monopólio" do governo pelas elites. Jeffersonianos se opunham às elites também, mas favoreciam os homens mais educados e instruídos, enquanto os jacksonianos davam pouco atenção a estes, preferindo o homem comum. Os Whigs eram os herdeiros da Democracia Jeffersoniana em termos de promover escolas e faculdades. Antes mesmo da Era Jacksoniana começar, o direito a voto (sufrágio) havia sido estendido para todos os cidadãos brancos adultos, algo que os jacksonianos comemoraram.
Em contraste com a Era Jeffersoniana, a Democracia Jacksoniana promovia o fortalecimento da presidência e do poder executivo às custas do Congresso, enquanto também tentavam aumentar a participação popular no governo. Os jacksonianos exigiam eleições para juízes e reescreveram várias constituições estaduais para refletir seus valores. No âmbito nacional, eles defendiam a expansão territorial, justificando isso nos termos do Destino Manifesto. Havia também um consenso entre os jacksonianos e os Whigs que confrontamento a respeito da questão da escravidão deveria ser evitado.
A expansão da democracia de Jackson era limitada a americanos descendentes de europeus e o direito a voto deveria ser apenas de homens brancos adultos. Não havia muito progresso proposto para os afro-americanos (para estes, em alguns casos, houve retrocessos).
O biógrafo de Jackson, Robert V. Remini, argumentou sobre o termo:
"Estende o conceito de democracia até onde pode ir e ainda havia mais a se fazer .... Tem inspirado muitos eventos dinâmicos e dramáticos nos séculos XIX e XX na história americana — populismo, progressivismo, o New Deal, e os programas New Frontier e Great Society".